# Cimetière militaire britannique de Jinja
Le cimetière militaire britannique de Jinja (Jinja War Cemetery) est situé dans la ville de Jinja en Ouganda. 

## Description
Le cimetière abrite une tombe liée à la Première Guerre mondiale et 178 liées à la seconde. Un mémorial commémorant les noms de 127 soldats des forces est-africaines mais dont les tombes étaient situées trop loin pour être entretenues se trouve également dans le cimetière.